# Mekkai zarándoklat

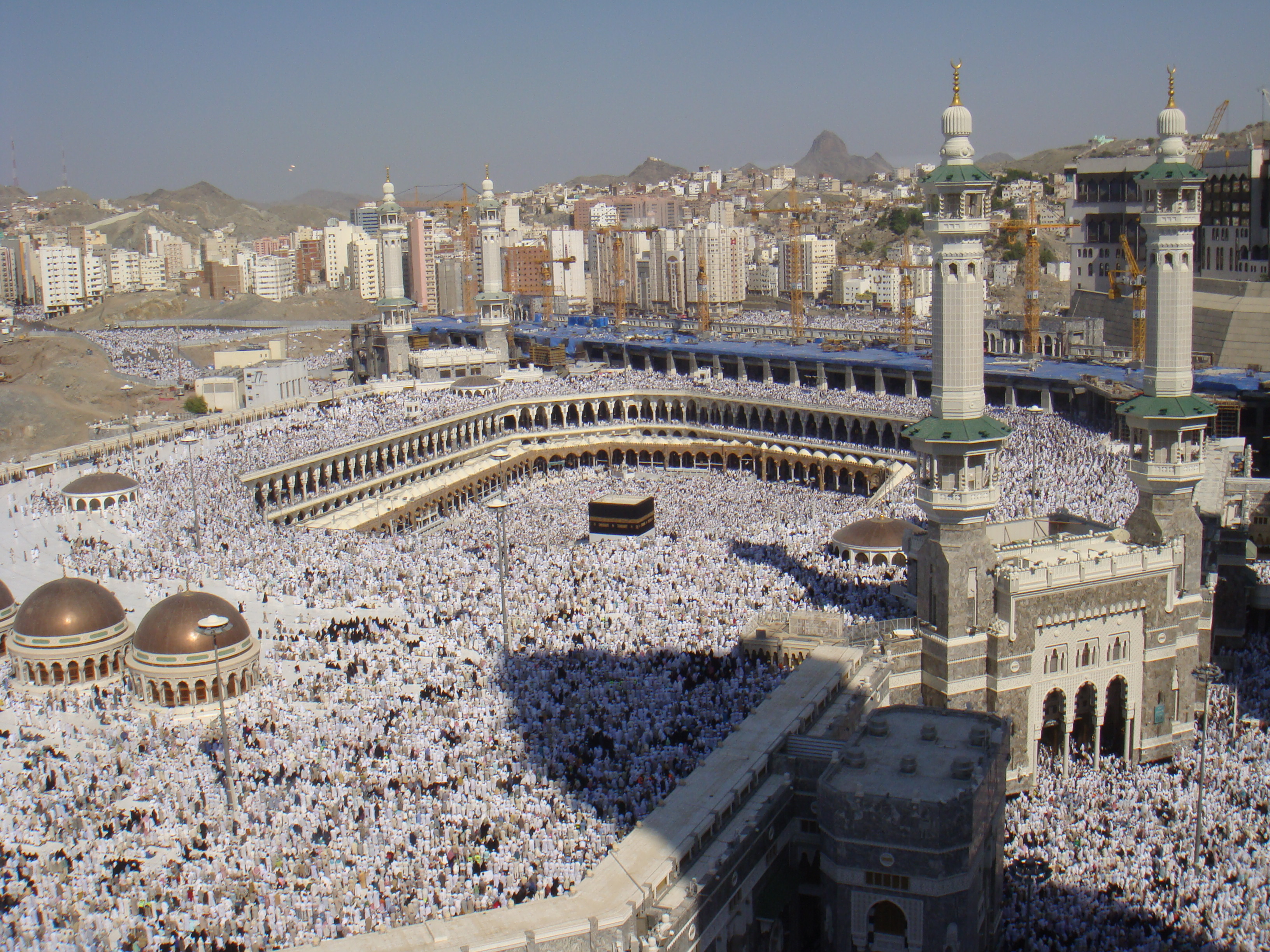
A mekkai Szent Mecset a zarándoklat alatt

A mekkai zarándoklat (arab: حج, tudományos átírás: ḥaǧǧ, magyarosan: haddzs) az iszlám ötödik pillére. Minden muszlim kötelessége legalább egyszer életében – ha megteheti – elvégezni a zarándoklatot Mekkába, a Szent Mecsethez (harám). A mekkai zarándoklat a muszlim holdnaptár 12. hónapja (dzu l-hiddzsa) 8. és 10. napja között végzendő, ezért a 365 napos napévet számoló nyugati naptár szerint mindig más időpontra esik. A zarándok (háddzs) a haddzs alatt világi életét felfüggesztve csak Istennek (Allah) él.

## A részvétel feltételei
A zarándoknak ép elméjűnek kell lennie, mivel a küldetés értelmét fel kell fognia, meg kell értenie. Egészségesnek kell lennie, hiszen maga a szertartás meglehetősen megerőltető, bár tolószéket igénybe lehet venni. A részvételhez szükséges anyagi eszközöket becsületes úton kell előteremtenie, ugyanakkor biztosítania kell, hogy otthon maradt családtagjai ne szenvedjenek hiányt a távollétében. Akadályoztatás esetén maga a szándék (nidzsa) megléte is elegendő. A haddzs megváltható helyettes küldésével is, és a zarándoklatra félretett pénzt jótékony célra is fordíthatják.

## Előkészületek
A férfiak két varratlan vászonleplet (ihrám), a nők egyszerű, bokájukat és karjukat eltakaró fehér ruhát viselnek, azonban arcukat nem fedik be, hiszen a férfiak szíve ilyenkor tiszta. A ruhát akkor kell ima elmondása közben magukra ölteni, amikor megérkeznek a szent kerület (harám) kapujához. A muszlimok ezt a ruhát olyan nagy becsben tartják további életük során, hogy sokan ebben is temetkeznek el. A harám területén tilos az ékszerek viselése és az illatszerek használata, de még a köröm- vagy a hajvágás is. Tilos az állatok leölése – kivéve, ha azok az életet veszélyeztetik – vagy a növények megsértése is. Tilos a veszekedés, a viszály, de a szexuális érintkezés, mulatozás is.
Azoknál, akik ezeket a szabályokat szándékosan megszegik, súlyos esetben a zarándoklat értékét veszti. De vannak a zarándoklat során olyan elkövetett bűnök is, amelyek megválthatóak.

## A rítus rendje

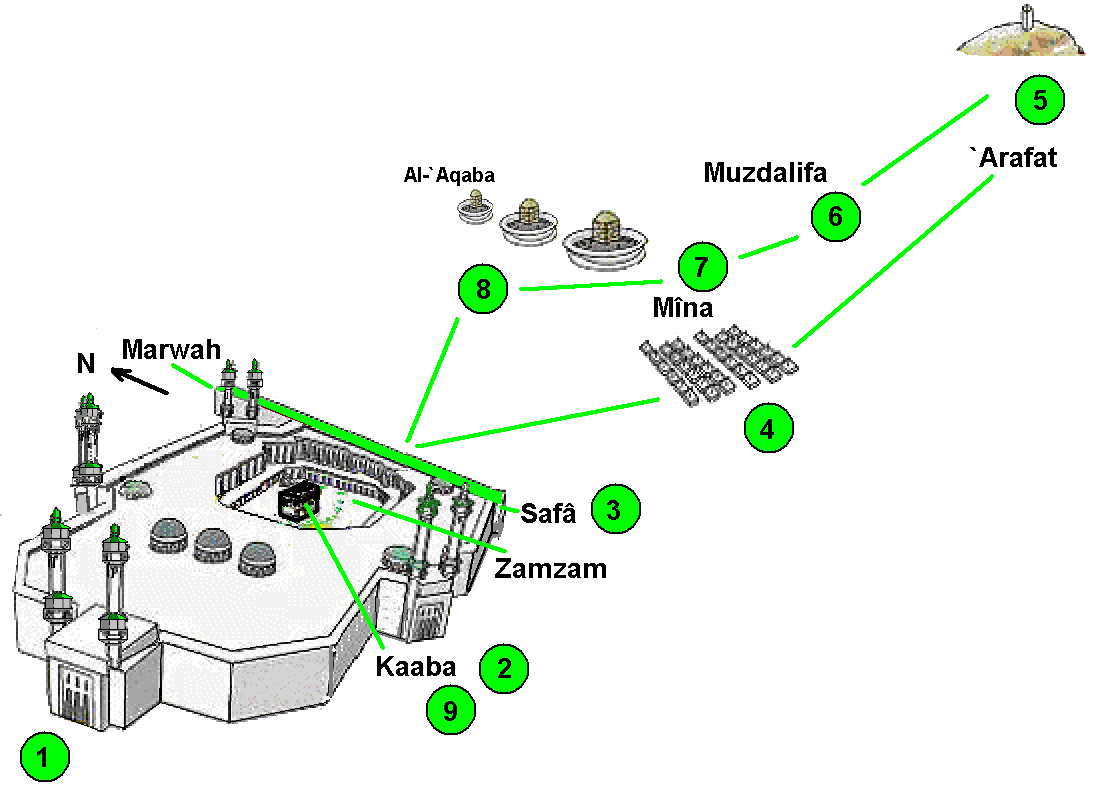
A mekkai zarándoklat (magyarázat a szövegben)

A zarándoklat ténylegesen a hónap nyolcadik napján kezdődik, rituális mosakodással, majd azonnal a Kába-kő (9) hétszeri megkerülése következik (taváf), az óramutató járásával ellentétesen. A zarándokok Allah nevét kiáltják („Itt vagyok, Istenem, megjelentem a színed előtt.”).
A taváf a keleti saroknál kezdődik, ahol – amennyiben lehetőség van rá – a követ, illetve az azt takaró leplet (kiszva) megcsókolják. A zarándokok isznak a mecset udvarán fakadó Zamzam-forrás (2) vizéből, amelyet Allah fakasztott Ábrahám második feleségének, Hágárnak és fiának, Izmaelnek, hogy szomjan ne haljanak. Majd Hágár példáját követve hétszer futnak a Szafát- és Marwá-hegyek között (szaaj) (3), felidézve, ahogy Ábrahám felesége és fia vizet keresett a sivatagban.
Ezt követően elzarándokolnak az Arafát hegyéig, azaz „a kegyelem hegyéig”, ahol Isten megbocsátott Ádámnak és Évának. (5). A kilencedik napon délig kell megérkezniük. Az Arafát hegyén megvizsgálják lelkiismeretüket és tisztaságukat (wakúf), prédikációt hallgatnak, elmélkednek késő délutánig, majd visszaindulnak, megpihenve Muzdalifában (6), ahol az éjszakát töltik.
A tizedik napon, napfelkeltekor a zarándokok továbbindulnak Minába (7), ahol áldozatot mutatnak be (íd al-adhá). Itt kövekkel dobálják meg a Sátánt (Iblisz) jelképező oszlopokat (8, 2004 óta falak), arra emlékezve, hogy a Sátán megkísértette Ábrahámot és családját, hogy ne engedelmeskedjenek Istennek és ne folytassák útjukat Arafat hegyére, ahol Ismaelt fel kellett volna áldoznia Ábrahámnak. A zarándokok ezzel jelképezik, hogy ellentmondanak a Sátánnak.
Ezután az anyagi helyzettől függő állatáldozatot mutatnak be, majd visszatérnek a Kábához, ahol azt újból hétszer megkerülik. A zarándoklat végén Minában megünneplik annak sikeres befejezését.
A haddzs befejeztével a zarándokok lemossák magukról  az eddigi erőfeszítéseik verejtékét, majd levágják a hajukat, és a szakállukat. Bár a rítus ezt nem írja elő, sok zarándok teljesen kopaszra borotváltatja a fejét. Az ihrámot, amiben a zarándoklatot megtették, nagy becsben tartják, életük végéig megőrzik, és ebben is temetik el őket.
A zarándokok elhelyezésére a hatóságok az ultramodern szállodáktól a városon kívül számukra felépített sátorvárosig (4) minden lehetőséget felhasználnak, azonban az évenként idesereglő zarándokok nagy száma miatt időnként torlódások és komoly balesetek is előfordulnak. Ezek elkerülésére a szaúdi állam országonként érvényes kvótákat határozott meg, illetve vízumkényszert írt elő, amely a világ muszlim lakosságában nagy ellenérzést keltett.
A haddzs idején (dħul al-Hidzsra hónapja) kívül a Mekkába látogatók umrát (látogatást) azaz kis zarándoklatot végeznek, amely lényegesen rövidebb és kevesebb rituális mozzanatot tartalmaz, mint a haddzs és többszöri megtétele sem ér fel a nagy zarándoklat áldásaival. Az umrát többnyire a közelben lakó hívők hajtják végre, akik gyakran utaznak Mekkába.

## Időpontok
A mekkai zarándoklat (haddzs) időpontjai:
| 2018        | 2019       | 2020             | 2021        | 2022       |
| ----------- | ---------- | ---------------- | ----------- | ---------- |
| aug. 19–24. | aug. 9–14. | júl. 28.–aug. 2. | júl. 17–22. | júl. 7–12. |

## További irodalom
- Ford.: Simon Róbert: Korán - Helikon Kiadó, Budapest, 1987 - ISBN 963-207-790-3
- Francis Robinson: Az iszlám világ atlasza. Ford. Dezsényi Katalin. Budapest: Helikon; Magyar Könyvklub. 1996.  ISBN 963-208-384-9